# Dariusz Slowik
Dariusz Robert Slowik (født 15. august 1977 i Warszawa, Polen) er en polskfødt canadisk atletikudøver, som er opvokset i Danmark. 
Slowik kom til Danmark som 10-årig med sin polske mor. Han fik sin atletikmæssige opdragelse i Ringe AK og Odense Atletik/OGF og stillede allerede i 1996 op for Danmark ved junior-VM i Australien. Han var siden flere gange været på det danske atletiklandshold. Han vandt det danske mesterskab i diskoskast 1998 og er forhenværende danske juniorrekordholder i diskoskast med 51,44. Han skiftede 2001 til Aarhus 1900 og var blandt de 13 såkaldte internationalt eliteaktive atleter, der modtog økonomisk støtte fra Team Danmark før OL 2004 i Athen. Efter et studieophold på Junior college i Moorpark, Californien 2000-2002 fik Slowik ikke fornyet sin opholdstilladelse i Danmark efter opstramningen af reglerne om arbejds- og opholdstilladelse og blev på trods af, at han i 1999 havde fået dansk indfødsret udvist fra Danmark i 2003. En udlænding mister næmlig normalt permanent opholdstilladelse ved længerevarende udlandsophold. Tvunget af den danske udlændingepolitik flyttede han til Canada, som han nu repræsenterer i internationale sammenhænge.
Slowik vandt bronzemedaljer for Canada ved Commonwealth Games 2006 i Melbourne og Pan American Games 2007 i Rio de Janeiro.
Slowik havde en statistrolle den amerikanske film One Last Dance 2003. Han har også to Guinness rekorder. Den første for det længste bilskub, idet han skubbede en Dodge Neon SX2 (2900 lbs) 56 km på 10 timer. Den anden for at have kastet en vaskemaskine (48 kg) længst (3,50 m). Rekorderne blev sat for at samle penge ind til velgørende formål. 
Slowik boede en tid i Richmond i Britisk Columbia, nu for tiden er han igen bosiddende i Danmark. 

## Internationale ungdomsmesterskaber
- 1999 U23-EM Diskoskast 51,17
- 1996 JVM Diskoskast 14.plads 48,54

## Danske mesterskaber
- Bronze 2010  Diskoskast 49,47
- Sølv 2002  Kuglestød inde 17,34
- Sølv 2001  Diskoskast 56,42
- Sølv 2001  Vægtkast 18,82
- Sølv 2000  Diskoskast 54,01
- Sølv 2000  Vægtkast 19,31
- Bronze 2000  Kuglestød 15,92
- Bronze 2000  Kuglestød inde 15,41
- Sølv 1999  Kuglestød inde 15,87
- Guld 1998  Diskoskast  53,28
- Bronze 1997  Diskoskast 51,90
- Bronze 1996  Diskoskast 50,70

## Personlige rekorder
- Diskoskast: 64,56 Boston 2004
- Kuglestød: 17,81 Danmark 2002
- Hammerkast 64,45 Mount Sac Relays  2004
- Vægtkast 15 kg: 20,28 Danmark 2001
- Spydkast: 50.00 Sverige 2000